# Texas Stadium
El Texas Stadium fue un recinto deportivo ubicado en Irving, Texas, Estados Unidos. Albergaba los partidos que disputan como locales los Dallas Cowboys de la National Football League (NFL) y tenía una capacidad para 65.675 espectadores. 
Su lugar como casa de los Cowboys fue ocupado a partir de 2009 por el nuevo Cowboys Stadium en Arlington, un suburbio de Dallas, Texas.
El Texas Stadium fue demolido la mañana del 11 de abril de 2010. 